# دژان جاناتوویچ
دژان جاناتوویچ (سیریلیک صربی: Дејан Јањатовић؛ زادهٔ ۲۵ فوریهٔ ۱۹۹۲) بازیکن فوتبال اهل آلمان است.
از باشگاه‌هایی که در آن بازی کرده‌است می‌توان به باشگاه فوتبال بایرن مونیخ ۲، باشگاه فوتبال فادوتس، و باشگاه فوتبال سنت گالن اشاره کرد.
وی همچنین در تیم‌های ملی فوتبال جوانان آلمان و جوانان آلمان بازی کرده‌است.